# Bolivar (cigarrmärke)
Bolivar är ett cigarrmärke från Kuba som är döpt efter Simón Bolívar. Royal Coronas (R.) är en cigarr av detta märket, och är en av de kraftfullaste av kubanska cigarrer, med full styrka och stark doft.
Cigarren finns i följande modeller:
- Immensas - (Lonsdale, 171 mm)
- Coronas Gigantes - (Churchill, 178 mm)
- Palmas - (Long Panatela, 178 mm)
- Gold Medal Lonsdale - (Lonsdale, 165 mm)
- Belicosos Finos - (Figuardo, 140 mm)
- Bonitas - (Petit Corona, 127 mm)
- Royal Coronas - (Robusto, 124 mm)
- Panatela - (Small Panatela, 127 mm, maskintillverkad)
- Champions - (Petit Corona, 140 mm, maskintillverkad)
- Chicos - (Cigarrillo, 106 mm, maskintillverkad)